# Hochschule Fresenius Heidelberg
Die Hochschule Fresenius Heidelberg ist eine private, staatlich anerkannte Hochschule mit Sitz in Heidelberg. Trägerin ist die Hochschule Fresenius für Internationales Management GmbH. Das Studienprogramm der Hochschule umfasst Bachelor- und Master-Studiengänge in den Bereichen Wirtschaft & Management, Psychologie, Gesundheit und Soziales. Die Hochschule Fresenius Heidelberg gehört zum Verbund der Hochschule Fresenius. Sie wurde als Hochschule für Internationales Management Heidelberg im Jahr 2011 von Jan D. Deike gegründet und nahm 2012 den Studienbetrieb auf.

## Akkreditierung und Zertifizierungen
Die Akkreditierung der Hochschule nach Konzeptprüfung durch den Wissenschaftsrat entsprechend den Vorgaben des deutschen Hochschulsystems erfolgte im Jahr 2011. Der Hochschule wurde im Jahr 2012 die staatliche Anerkennung durch das Land Baden-Württemberg verliehen. Im Jahr 2022 erfolgte die institutionelle Reakkreditierung durch den Wissenschaftsrat. Die Studiengänge der Hochschule Fresenius Heidelberg sind durch die Stiftung Akkreditierungsrat in Kooperation mit der Foundation for International Business Administration Accreditation (FIBAA) akkreditiert.
Die Hochschule Fresenius Heidelberg ist im Bereich Qualitätsmanagement durch die Zertifizierungsorganisation CERTQUA geprüft. Sie verfügt über das Zertifikat nach DIN EN ISO 9001.

## Studiengänge
- Betriebswirtschaftslehre (B.A.)[6]

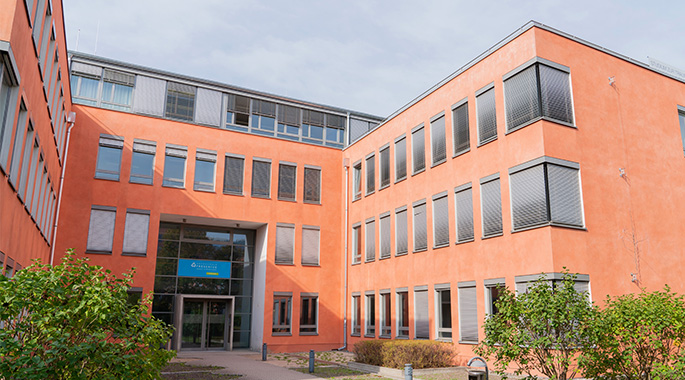
Hochschule Fresenius Heidelberg

- Ernährung und Fitness in der Prävention (B.Sc.)[7]
- Immobilienwirtschaft (B.A.)[8]
- International Business (B.A.) mit den Schwerpunkten Eventmanagement[9], Human Resources Management & Psychology[10], Internationales Management[11], Nachhaltiges Management[12], Tourismusmanagement[13]
- Medien- und Kommunikationsmanagement (B.A.)[14]
- Philosophie, Politik und Wirtschaft (B.A.)[15]
- Psychologie (B.Sc.)[16]
- Soziale Arbeit (B.A.)[17]
- Sportmanagement (B.A.)[18]
- Wirtschaftspsychologie (B.Sc.)[19]
- Wirtschaftsrecht (LL.B)[20]

### Besonderheiten
Der Studiengang International Business (B.A.) vereint ein Management- mit einem Sprachstudium: Der Studienanteil an Fremdsprachen und Kommunikation kann bis zu 30 Prozent ausmachen. Pflichtfremdsprache ist Englisch, sie wird im Verlauf des Studiums zur Studiensprache. Optional steht als zweite Fremdsprache Spanisch zur Wahl. Für den erfolgreichen Abschluss dieses Sprachkurses wird ein Zertifikat über bis zu 30 ECTS-Punkte vergeben. Auf Wunsch kann z. B. mit Französisch, Chinesisch oder Arabisch eine dritte Fremdsprache belegt werden.